# یوهان نیکولاس ممپل
یوهان نیکولاس ممپل (به انگلیسی: Johann Nicolaus Mempel؛ ۱۰ دسامبر ۱۷۱۳ – ۲۶ فوریهٔ ۱۷۴۷) موسیقی‌دان اهل آلمان بود.

## زندگی
ممپل در ایلمناو متولد شد و از سال ۱۷۴۰ میلادی، تا زمان مرگش، در آپولدا زندگی کرد. وی به همراه یوهان گوتلیب پرلر، یکی از مهم‌ترین مجموعه‌های دست‌نویس ارگ و کیبورد موسیقی یوهان سباستیان باخ، معروف به ممپل-پرلر-دست‌اشریفت را کپی کرد.
ممپل همچنین دوره‌ای، شاگرد یوهان پیتر کلنر بود.